# Благовєщенська
Благовєщенська — станиця в Краснодарському краї, підпорядкована адміністрації міста Анапа. Центр сільського округу Благовещенського. Повсякденна назва — Благовещенка.  Розташована на піщаній косі між  Кизилташським та Витязевським лиманами.
Станиця заснована в 1836 році козаками-переселенцями з України. Входила в Таманський відділ Кубанської області.

## Пляж
У станиці Благовещенської берег пляжу піщаний, неглибокий, що дозволяє навіть маленьким дітям перебувати у безпеці. Це єдиний на чорноморському узбережжі пляж складений природними наносами піску, він протягнувся понад 40 кілометрів від Анапи до селища Янтар здебільшого прилягає до станиці Благовещенської у вигляді піщанної коси.

## Виноски
1. ↑  Архівована копія. Архів оригіналу за 7 червня 2010. Процитовано 26 червня 2019.{{cite web}}:  Обслуговування CS1: Сторінки з текстом «archived copy» як значення параметру title (посилання) [Архівовано 2010-06-07 у Wayback Machine.]